# Читая, Борис Иосифович
Бори́с Ио́сифович Читая (1913, Тифлис — 1962) — советский футболист, нападающий.
В 1936 году играл в команде Закавказского индустриального института в чемпионате Грузинской ССР. В первенстве СССР выступал в командах «Локомотив» Тбилиси (1937—1938, 1940), «Динамо» Батуми (1939), «Динамо» Минск (1945—1947), ДО Тбилиси (1948). В чемпионате СССР в 1938, 1940, 1945—1947 годах провёл 80 матчей, забил 24 гола.